# Charles Petter
Charles Gabriel Petter (26 de março de 1880 Lavey-Morcles, Suíça — 7 de julho de 1953 Montreux, Suíça), foi um designer suíço de armas de fogo. Ele é mais conhecido como designer da Pistolet automatique modèle 1935A (também conhecida como "Modèle 1935A", "Modelo Francês 1935A" ou "M1935A").[carece de fontes?]
Petter recebeu duas decorações francesas, o "Croix de Guerre" e membro da "Ordre national de la Légion d'honneur". Ele foi declarado cidadão francês por decreto presidencial em 1916. Posteriormente, ele foi diretor da filial francesa da empresa belga Armes Automatiques Lewis e consultor da Société Alsacienne de Constructions Mécaniques (SACM) em Cholet.